# 真宗大谷派八尾別院大信寺
真宗大谷派 八尾別院大信寺（しんしゅうおおたには やおべついんだいしんじ）は、大阪府八尾市本町にある真宗大谷派の寺院である。同派の別院。 真宗本廟（東本願寺）を本山と仰ぐ。「八尾御坊」とも呼ばれる。

## 歴史
石山合戦の講和に端を発する本願寺の内部対立と並行して、河内国渋川郡久宝寺村（久宝寺寺内町）においても講和派の顕証寺（久宝寺御坊）と抗戦派の慈願寺による内部対立が発生した。やがて本願寺が東西に分裂すると、顕証寺は西本願寺、慈願寺は東本願寺に属し、関係はさらに悪化した。
慈願寺と森本行誓ら17人の民衆らは、顕証寺と安井氏による久宝寺村の支配に異を唱え、徳川家康に仲裁を願い出たが認められず、慶長11年（1606年）11月、久宝寺村を出ることとなった。慈願寺の移転先は家康から東本願寺第12代住職の教如に寄進された若江郡八尾（現在の八尾市中心部）で、旧大和川（現在の長瀬川）を挟んで久宝寺村の東にあたる場所である。
慶長12年（1607年）3月、教如によって八尾に大信寺（八尾御坊）が建立され、移転集落は若江郡寺内村と称するようになり、以降、大信寺を中心とする八尾寺内町へ発展していく。万治3年（1660年）に大信寺が現在地へ移転すると、慈願寺もその南隣に移転した。 最盛期には大信寺の境内地の規模は約440m四方にもおよび、大信寺直轄の門徒は300戸あったとされる。
明治5年（1872年）、東本願寺の別格別院となり、別院大信寺と称するようになった。
昭和42年（1967年）、京都大学建築研究協会（当時）の棚橋諒博士設計による、現在の本堂、山門、鐘楼と納骨堂が落成する。鉄筋コンクリート構造のモダン建築である。
旧本堂は明和4年（1767年）の建立であった。天明の大火（1788年）で東本願寺が被災した際、大信寺本堂が東本願寺に移築されて仮御影堂となったが、東本願寺の復興に伴い、寛政11年（1799年）に八尾に再移築されている。その後昭和28年（1953年）3月2日に旧本堂が白蟻の被害によって倒壊。この旧本堂の部材は東京都港区の善福寺に運ばれ、昭和36年（1961年）より同寺の本堂として使用されている。なお、真宗大谷派桑名別院本統寺の山門と鐘楼も八尾別院から移されたものである。

## 河内県庁跡

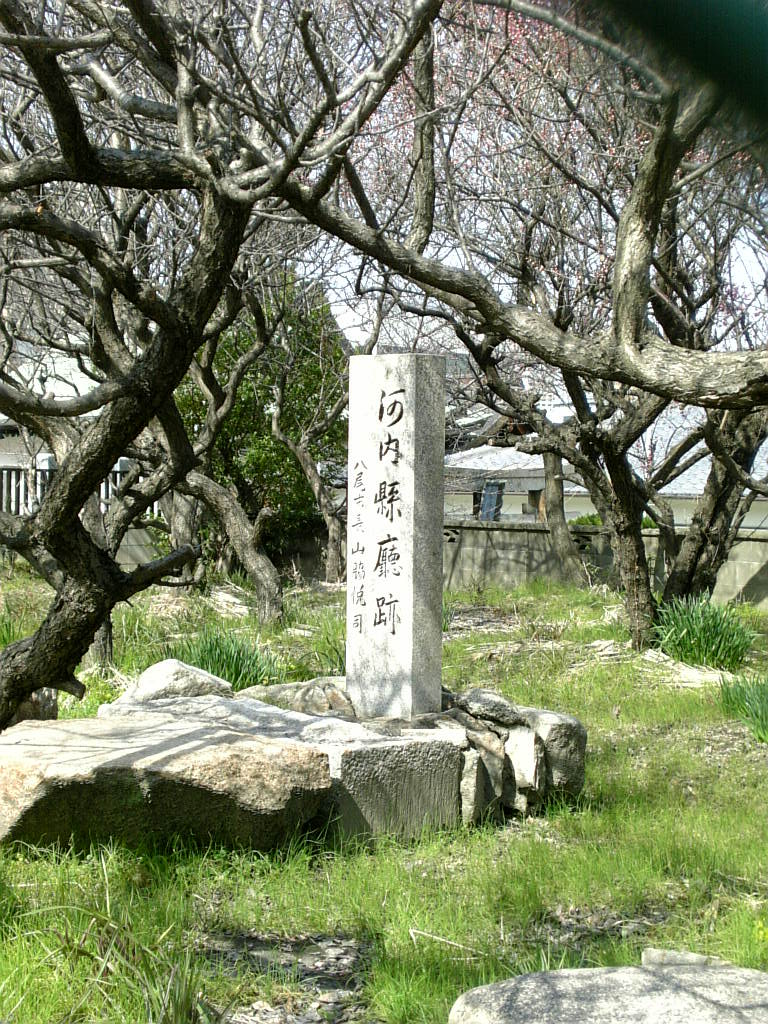
河内県庁跡の碑

明治2年（1869年）1月に河内県が設置されたときに、大信寺内の対面所に仮役所（県庁）が設置され、税所篤が河内県長官として赴任した。
同年8月に堺県の設置に伴い、河内県は廃止となり、河内県庁も廃止されたが、のちに堺県出張所、八尾郡役所としても利用された。
現在は境内北側・大信寺梅林の一角に石碑が残るのみである。大阪府指定史跡となっている。

## 行事
- 毎月11日と27日 ― お逮夜市（おたいやいち）。大信寺付近一帯で開かれる露店市。

## 文化財
- 河内県庁跡（大阪府指定文化財）
- 大信寺文書 板倉勝重禁制（八尾市指定文化財）
- 大信寺文書 徳川年寄衆連署（八尾市指定文化財）
- 絹本著色 光明本尊（八尾市指定文化財）
- 絹本著色 法然上人配流御影（八尾市指定文化財）
- 絹本著色 親鸞聖人配流御影（八尾市指定文化財）
- 紙本著色 親鸞聖人水鏡白髪御影（八尾市指定文化財）

## 所在地・交通アクセス
大阪府八尾市本町4-2-48
- 近鉄大阪線 八尾駅から徒歩約10分